# گورگوی دینگ
گورگوی دینگ (انگلیسی: Gorgui Dieng؛ زادهٔ ۱۸ ژانویهٔ ۱۹۹۰) یک بازیکن بسکتبال اهل سنگال است.